# Symmetrisches Signaturverfahren
Symmetrische Signaturverfahren sind kryptographische Methoden zur Authentifizierung und Integritätsprüfung von Nachrichten. Dabei wird ein geheimer Schlüssel sowohl zur Erstellung als auch zur Verifizierung der Signatur verwendet. Im Gegensatz zu asymmetrischen Verfahren, die auf einem Schlüsselpaar (privater und öffentlicher Schlüssel) basieren, erfolgt die Signaturprüfung hier ohne öffentlich zugänglichen Schlüssel. Derzeit existieren praktisch keine etablierten symmetrischen Signaturverfahren, allerdings gibt es sogenannte Nachrichten-Hash-Ketten (MW-Prinzip).

## Funktionsweise
Die Funktionsweise symmetrischer Signaturverfahren umfasst in der Regel die folgenden Schritte:
1. Nachrichtenerstellung: Der Sender erstellt eine Nachricht, die signiert werden soll.
2. Hashing: Die Nachricht wird durch eine Hash-Funktion verarbeitet, um einen kompakten, festen Hash-Wert zu erzeugen. Dieser Hash-Wert repräsentiert die Nachricht und ist einzigartig für den Inhalt.
3. Signaturerstellung: Der Sender verschlüsselt den Hash-Wert mit einem geheimen Schlüssel, um die digitale Signatur zu erzeugen.
4. Übertragung: Die ursprüngliche Nachricht sowie die Signatur werden an den Empfänger gesendet.
5. Signaturüberprüfung: Der Empfänger erhält die Nachricht und die Signatur. Er berechnet den Hash-Wert der empfangenen Nachricht und entschlüsselt die Signatur mit dem gleichen geheimen Schlüssel. Wenn die beiden Hash-Werte übereinstimmen, ist die Nachricht authentisch und unverändert.

## Sicherheit
Die Sicherheit symmetrischer Signaturverfahren beruht auf der Geheimhaltung des verwendeten Schlüssels. Wenn der Schlüssel in die falschen Hände gerät, kann jeder, der Zugriff darauf hat, die Signatur fälschen und somit die Integrität und Authentizität der Nachrichten gefährden. Daher ist es entscheidend, den Schlüssel sicher zu verwalten und zu übertragen.

## Anwendungsgebiete
Symmetrische Signaturverfahren finden Anwendung in verschiedenen Bereichen, darunter:
- Interne Unternehmenskommunikation: In geschlossenen Netzwerken, wo der Schlüssel zwischen den Parteien sicher geteilt werden kann.
- Datenintegrität: Bei der Übertragung sensibler Daten, um sicherzustellen, dass diese nicht manipuliert wurden.
- Authentifizierung: In Systemen, wo eine schnelle und effiziente Authentifizierung erforderlich ist.